# Nova vas ob Sotli
Nova vas ob Sotli je naselje v Občini Brežice.

## Prebivalstvo
Etnična sestava 1991:
- Slovenci: 62 (95,4 %)
- Hrvati: 3 (4,6 %)